# Bonnetia kathleenae
Bonnetia kathleenae är en tvåhjärtbladig växtart som beskrevs av Tobias Lasser. Bonnetia kathleenae ingår i släktet Bonnetia och familjen Bonnetiaceae. Inga underarter finns listade i Catalogue of Life.